# اونو هاروناگا

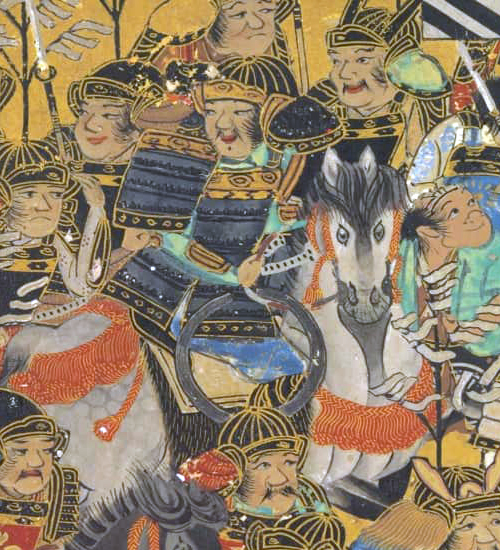
دستگیری اونو هاروناگا در محاصره اوساکا

اونو هاروناگا (به ژاپنی: 大野 治長 Ōno Harunaga) (۱۵۶۹ – ۴ جون، ۱۶۱۵ میلادی) یک سامورایی ژاپنی در خدمت تویوتومی هیده‌یوشی در دوره آزوچی–مومویاما و اوایل دوره ادو بود. او در محاصره اوساکا در سال ۱۶۱۵ در جهت حمایت از خاندان تویوتومی شرکت داشت.

## زندگی
اهل ولایت تانگو بود پدرش یکی از ملازمان تویوتومی هیده‌یوشی و مادر وی اوکوراکیو نو تسوبونه پس از مرگ مادر یودو دونو، دایه وی شد. در سال ۱۵۸۹ به عنوان پاداش خدمات پدر و مادرش در ولایت ایزومی و ولایت تانگو به این خانواده ۱۰۰۰۰ ککو اهدا شد. پس از مرگ هیده‌یوشی به خدمت تویوتومی هیده‌یوری درآمد اما در سال ۱۵۹۹ در جریان طرح سوءقصد به توکوگاوا ایه‌یاسو وی نیز مجرم شناخته شد و به ولایت شیموسا تبعید شد. سال بعد ۱۶۰۰ در نبرد سکیگاهارا در جناح شرقی به نفع ایه‌یاسو جنگید و پس از پیروزی جرم وی بخشیده شد. سپس به دستور توکوگاوا ایه‌یاسو به خدمت خاندان تویوتومی درآمد و در اوساکا اقامت کرد.
در سال ۱۶۱۴ به دستور شفاهی ایه‌یاسو ۵۰۰۰ ککو املاک از طرف تویوتومی هیده‌یوری به وی اهدا شد و وی جهت تشکر به نزد ایه‌یاسو و شوگون دوم پسر ایه‌یاسو به ادو رفت. در همان سال کاتاگیری کاتسوموتو که سامورایی بلندپایه و مشاور هیده یوری بود از کار برکنار شد و هاروناگا جانشین وی شد. درحالی‌که خاندان تویوتومی در جهت جنگ و درگیری با توکوگاوا ایه‌یاسو حرکت می‌کرد وی از رونینهای سراسر کشور را به خدمت گرفت و سرانجام به لشکرکشی زمستانی محاصره اوساکا ختم شد. در مذاکرات صلح همراه با عموی اودا نوبوناگا، اودا ناگاماسو شرکت کرد. به عنوان یکی از شرایط صلح پسر دوم خود را به عنوان گروگان نزد ایه‌یاسو فرستاد (بعداً این پسر اعدام شد). در داخل قلعه اوساکا بسیاری مخالف این قرارداد صلح بودند و در تاریکی وی را مورد حمله قرار داده و زخمی کردند. گفته می‌شود که این حمله توسط برادر کوچکتر وی که طرفدار ادامه جنگ بود طرح‌ریزی شده‌است.
در سال ۱۶۱۵ در لشکرکشی تابستانی محاصره اوساکا دختر ایه‌یاسو و همسر اصلی تویوتومی هیده‌یوری، سن هیمه را به عنوان سفیر نزد ایه‌یاسو فرستاد و خواستار نجات جان هیده‌یوری و یودو دونو به شرط هاراکیری خود شد. این خواسته پذیرفته نشد.
پس از شکست در محاصره اوساکا اونو هاروناگا همراه با پسر ارشد و مادرش اوکوراکیو نو تسوبونه و تویوتومی هیده‌یوری و مادرش یودو دونو در قلعه اوساکا خودکشی کردند. در هنگام مرگ ۴۷ سال داشت.

## شخصیت
وی مراسم چای ژاپنی را از استادش فوروتا اوریبه آموخته بود و در این زمینه مهارت داشت.

## شایعه رابطه نامشروع با یودو دونو
شایعه در مورد ارتباط نامشروع بین همسر تویوتومی هیده‌یوشی، یودو دونو و هاروناگا از زمان حیات این دو وجود داشت. در خاطرات تامون این (پایان یافته در ۱۶۱۸) به این شایعه اشاره شده‌است. همچنین نایتو تاکاهارو ملازم خاندان موری که جهت خبرچینی به این خاندان نامه می‌نوشته‌است به این موضوع اشاره کرده‌است. متن این نامه‌ها در کتابی به نام باتسواتسوروکو (閥閲録) یافت می‌شود.